# Tükrös szirticsuk
A tükrös szirticsuk (Monticola semirufus) a madarak osztályának verébalakúak (Passeriformes)  rendjébe és a légykapófélék (Muscicapidae) családjába tartozó faj.

## Rendszerezése
A fajt Eduard Rüppell német természettudós és kutató írta le 1837-ben, a Saxicola nembe Saxicola semirufa néven. Sorolták a Thamnolaea nembe Thamnolaea semirufa néven is.

## Előfordulása
Északkelet-Afrikában az Etióp-magasföldön, Etiópia és Eritrea területén honos. Természetes élőhelyei a szubtrópusi és trópusi szavannák és cserjések, sziklás környezetben. Állandó, nem vonuló faj.

## Megjelenése
Testhossza 21 centiméter.
|  |  |

## Természetvédelmi helyzete
Az elterjedési területe nagyon nagy, egyedszáma pedig stabil. A Természetvédelmi Világszövetség Vörös listáján nem fenyegetett fajként szerepel.